# 콘스탄티누스 두카스 (공동 황제)

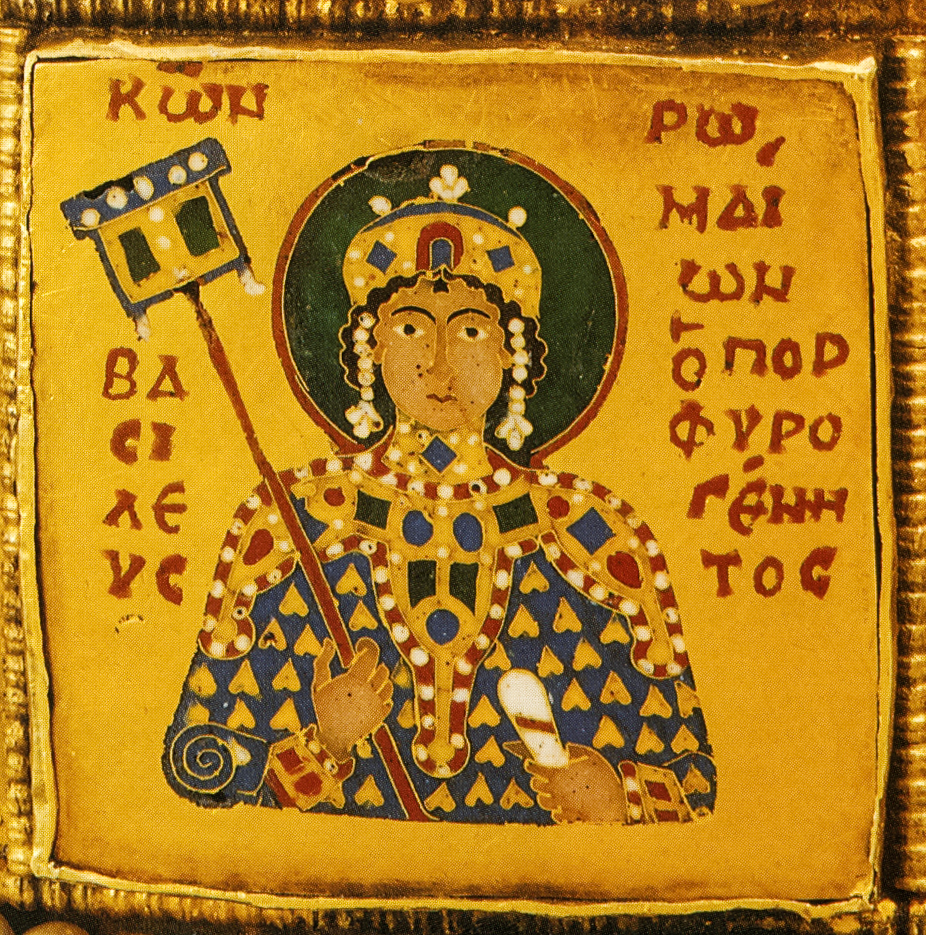
콘스탄티누스 두카스

콘스탄티누스 두카스(그리스어: Κωνσταντίνος Δούκας, Kōnstantinos Doukas, 1074년 - 1095년)는 1074년부터 1078년 그리고 1081년부터 1087년까지 비잔티움 제국의 공동 황제였다. 콘스탄티누스는 미카엘 7세 두카스 황제와 그의 아내 알라니아의 마리아 황후 사이에서 태어난 아들이다.
콘스탄티누스는 태어나자마자 그의 아버지의 뒤를 이어 제위에 오를 인물로 낙점되었다. 어린 나이에 그는 벌써 노르만족의 지도자 로베르 기스카르와 시켈가이타의 딸인 아풀리아의 올림피아스(나중에 헬레나로 개명함)와 약혼하면서 정치 무대에 일찍 진입하였다. 1978년 아버지 미카엘 7세가 퇴위당하자 어머니 마리아는 새 황제 니케포루스 3세 보타네이아테스와 재혼하였다. 그녀는 새 남편으로부터 아들 콘스탄티누스가 다음 황제 자리를 보장받으려고 하였지만, 거절당했다. 공동 황제 자리를 박탈당한 콘스탄티누스는 로베르 기스카르의 딸과 파혼하게 되었는데, 이를 빌미로 로베르 기스카르가 비잔티움 제국에 대한 군사 행동을 개시하였다.
1081년 니케포루스 3세가 퇴위당한 후, 마리아 황후는 새 황제 알렉시우스 1세 콤네누스와 돈독한 관계를 맺었다. 그리고 두카스 가문과 정치적으로 손을 잡음으로써 아들 콘스탄티누스를 공동 황제로 재등극시키는데 노력하였다. 알렉시우스 1세가 반포한 모든 공문서에는 항상 콘스탄티누스의 서명이 알렉시우스 1세의 서명과 함께 들어가게 되었으며, 공식 석상에도 두 사람은 항상 동행하였다. 콘스탄티누스는 알렉시우스 1세와 이레네 두카니아 사이에서 태어난 첫 아이인 안나 콤네네 공주의 약혼자가 됨으로써 자신의 정치적 기반을 더욱 단단히 다졌다. 마리아의 요청에 따라 당시 가장 저명했던 철학자였던 오리드의 테오필락투스가 콘스탄티누스 황자의 교육을 맡았다.
그러나 콘스탄티누스의 이러한 입지도 1087년 알렉시우스 1세에게 아들(훗날의 요한네스 2세 콤네누스)이 생기면서 흐지부지되어 버렸다. 그러나 공동 황제와 제위 후계자 자리는 박탈당했지만, 콘스탄티누스는 알렉시우스 1세로부터 총애를 계속 받아 그와 좋은 관계를 유지하였다. 모후인 마리아는 정치 무대에서 반강제적으로 물러나 수도원에 들어가게 되었다. 콘스탄티누스는 1094년 알렉시우스 1세의 세르비아 원정에 동참하여 직접 비용을 부담하여 알렉시우스 1세에게 식사를 대접하면서 즐겁게 해주었다. 콘스탄티누스는 1095년에 사망한 것으로 보인다.